# 伏尔加经济地区
伏尔加经济地区（俄语：Пово́лжский экономи́ческий райо́н），又译伏尔加经济区，是俄罗斯的12个经济地区之一。
2010年伏尔加经济区，共1609万人。2008年，占俄罗斯国内生产总值8%。

## 联邦主体
- 阿斯特拉罕州
- 卡尔梅克共和国
- 奔萨州
- 萨马拉州
- 萨拉托夫州
- 鞑靼斯坦共和国
- 乌里扬诺夫斯克州
- 伏尔加格勒州